# Hieronim Kajsiewicz
Hieronim Kajsiewicz (ur. 7 grudnia 1812 w majątku Słowiki, powiat mariampolski lub w Giełgudyszkach, zm. 23 lutego 1873 w Rzymie) – polski kaznodzieja, współzałożyciel zakonu zmartwychwstańców, pisarz religijny oraz Sługa Boży Kościoła katolickiego.

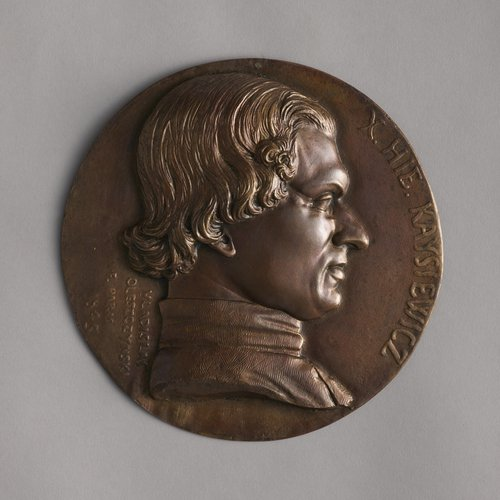
Medal Hieronima Kajsiewicza z 1845 r. autorstwa Władysława Oleszczyńskiego

## Życiorys
Urodził się w małym majątku Słowiki przy ujściu Szeszupy do Niemna, dzierżawionym przez jego rodziców, Dominika i Anny z Pawłowskich. Uczył się w szkole w Rosieniach, Sejnach, następnie podjął studia na Uniwersytecie Warszawskim (prawo i literatura), których nie ukończył. Uczestniczył w powstaniu listopadowym jako gwardzista Gwardii Akademickiej i żołnierz. Po upadku powstania wyemigrował do Francji. Ukończył studia na wydziale teologicznym w Rzymie, po których przyjął święcenia kapłańskie w 1841 roku. W Wielkanoc 1842 roku wraz z czterema braćmi złożył śluby zakonne, dając w ten sposób początek Zgromadzeniu Zmartwychwstania Pańskiego. W latach 50. był spowiednikiem w Rzymie Józefy Karskiej, współzałożycielki zgromadzenia Sióstr Niepokalanek i zajmowała go sprawa fundowania klasztorów i szkół ich w Polsce. Ksiądz Kajsiewicz zasłynął przede wszystkim jako kaznodzieja i spowiednik m.in. Cypriana Kamila Norwida czy Zygmunta Krasińskiego. Zmarł nagle na zawał serca 23 lutego 1873 roku.
Jego najważniejsze homilie, kazania i mowy okolicznościowe ukazywały się na łamach „Przeglądu Poznańskiego”, „Tygodnika Katolickiego” i „Głosu Kapłańskiego”. W roku 1845 opublikował w Paryżu pierwsze zbiorowe wydanie kazań pt. Kazania i mowy przygodne. Trzy lata później, także w Paryżu ukazało się drukiem drugie, poszerzone i uzupełnione wydanie Kazań i mów przygodnych, a we Wrocławiu tego samego roku Kazania na niektóre niedziele i święta w roku. Pod koniec swego życia, w latach 1870–1872 wydał trzy tomy Pism:
- Kazania przygodne[11]
- Mowy przygodne. Nekrologi. Życiorys bł. Andrzeja Boboli[12]
- Rozprawy, listy z podróży. Pamiętnik o Zgromadzeniu[13]

H. Kajsiewicz był także autorem hymnu Gwardii Akademickiej. Jednak wiele jego pism i listów nadal czeka na wydanie.

## Proces beatyfikacyjny
Proces informacyjny został rozpoczęty w 1956. Z uwagi na nieuzyskanie zezwolenia Stolicy Apostolskiej na rozpoczęcie procesu beatyfikacji tzw. nihil obstat, jego kontynuacja została zawieszona.